# Особливий військовий округ
Особли́вий військо́вий о́круг (ОсВО) — одиниця військово-адміністративного поділу в СРСР, один з військових округів, що існував у період з 1945 по 1946 на території Східної Пруссії. Управління округу знаходилося в місті Кенігсберг.

## Історія
Особливий військовий округ був утворений 9 липня 1945 року після розгрому нацистської Німеччини на території північної частини Східної Пруссії.
На формування управління округу задіяти польове управління 11-ї гвардійської армії.
4 лютого 1946 року розформований. Територія включена до Прибалтійського військового округу.

## Командування
- Командувачі:
  - 1945—1946 — генерал-полковник Галицький К. М.